# هیکاتی
لاک‌پشت رودخانه‌ای آمریکای مرکزی (Dermatemys mawii)، که به عنوان هیکاتی نیز شناخته می‌شود، تنها گونه زنده در تیره لاک‌پشتان رودخانه‌ایِ آمریکای مرکزی است. این گونه اغلب در جنوب مکزیک، بلیز و گواتمالا یافت می‌شود. هیکاتی یک لاک پشت شب‌زی و کاملاً آبزی است که جز برای تخمگذاری از آب خارج نمی‌شود.